# Critters (série de films)
 Pour plus de détails, voir Fiche technique et Distribution
Critters est une série de films d'horreur américains composée de cinq films ainsi que d'une série télévisée.

## Fiche technique
| Équipe technique          | Critters (1986)                              | Critters 2 (1988)                   | Critters 3 (1991)                             | Critters 4 (1992)                                         | Critters Attack! (2019)                                     |
| ------------------------- | -------------------------------------------- | ----------------------------------- | --------------------------------------------- | --------------------------------------------------------- | ----------------------------------------------------------- |
| Réalisateur(s)            | Stephen Herek                                | Mick Garris                         | Kristine Peterson                             | Rupert Harvey                                             | Bobby Miller                                                |
| Producteur(s)             | Rupert Harvey                                | Barry Opper (de)                    | Rupert Harvey Barry Opper (de)                | Rupert Harvey Barry Opper (de)                            |                                                             |
| Producteur(s) exécutif(s) | Robert Shaye Sara Risher                     | Robert Shaye Daryl Kass             | Mark Ordesky                                  | Mark Ordesky                                              | Bobby Miller                                                |
| Scénariste(s)             | Domonic Muir Stephen Herek                   | David Twohy Mick Garris             | Rupert Harvey Barry Opper (de) David J. Schow | Rupert Harvey Barry Opper (de) Joseph Lyle David J. Schow | Scott Lobdell                                               |
| Musique                   | David Newman                                 | Nicholas Pike                       | David Williams                                | Peter Manning Robinson                                    | Russ Howard III                                             |
| Photographie              | Tim Suhrstedt (en)                           | Russell Carpenter                   | Thomas L. Callaway (en)                       | Thomas L. Callaway (en)                                   | Hein de Vos                                                 |
| Montage                   | Larry Bock                                   | Charles Bornstein                   | Terry Stokes                                  | Terry Stokes                                              | Mike Mendez                                                 |
| Direction artistique      | Philip Dean Foreman                          | Thomas A. O'Conor                   | Jeff Wallace                                  | Jeff Wallace                                              |                                                             |
| Casting                   | Elisabeth Leustig                            | Robin Lippin                        | Nina Axelrod                                  | Nina Axelrod                                              | Jaci Cheiman                                                |
| Genre                     | Horreur , Science-fiction , Comédie          | Horreur , Science-fiction , Comédie | Horreur , Science-fiction , Comédie           | Horreur , Science-fiction , Comédie                       | Horreur , Science-fiction , Comédie                         |
| Durée                     | 86 minutes                                   | 86 minutes                          | 86 minutes                                    | 87 minutes                                                | 89 minutes                                                  |
| Sociétés de production    | New Line Cinema Sho Films Smart Egg Pictures | New Line Cinema Sho Films           | New Line Cinema OH Films                      | New Line Cinema OH Films                                  | Blue Ribbon Content New Line Cinema Warner Bros. Television |
| Sociétés de distribution  | New Line Cinema                              | New Line Cinema                     | New Line Cinema                               | New Line Cinema                                           | Warner Bros. Home Entertainment                             |
| Date de sortie            | 11 avril 1986                                | 29 avril 1988                       | 11 décembre 1991                              | 14 octobre 1992                                           | 23 juillet 2019 (en DVD)                                    |
| Date de sortie            | 10 septembre 1986                            | 27 juillet 1988                     | 9 mars 1994                                   | 23 mars 1994                                              |                                                             |
| Pays d'origine            | États-Unis                                   | États-Unis                          | États-Unis                                    | États-Unis                                                | États-Unis                                                  |

## Box-office
| Film                    | Date de sortie   | Recettes au box-office | Recettes au box-office | Recettes au box-office | Budget      | Entrée France | Référence   |
| Film                    | Date de sortie   | Etats Unis             | Reste du monde         | Mondial                | Budget      | Entrée France | Référence   |
| ----------------------- | ---------------- | ---------------------- | ---------------------- | ---------------------- | ----------- | ------------- | ----------- |
| Critters (1986)         | 11 avril 1986    | 13 167 232 $           | indeterminé            | indeterminé            | 2 000 000 $ | indeterminé   | [ 1 ]       |
| Critters 2 (1988)       | 29 avril 1988    | 3 813 293 $            | indeterminé            | indeterminé            | 4 500 000 $ | indeterminé   | [ 2 ]       |
| Critters 3 (1991)       | 11 décembre 1991 | indeterminé            | indeterminé            | indeterminé            | indeterminé | 404           | [ 3 ]       |
| Critters 4 (1992)       | 14 octobre 1992  | indeterminé            | indeterminé            | indeterminé            | indeterminé | indeterminé   | indeterminé |
| Critters Attack! (2019) | 23 juillet 2019  | indeterminé            | indeterminé            | indeterminé            | indeterminé | indeterminé   | indeterminé |
| Total                   | Total            | indeterminé            | indeterminé            | indeterminé            | indeterminé | indeterminé   |             |